# Monastère Saint-Onuphre-le-Grand (Bazovik)
Le monastère Saint-Onuphre-le-Grand (en serbe cyrillique : Манастир Светог Онуфрија ; en serbe latin : Manastir Svetog Onufrija) est un monastère orthodoxe serbe situé à Bazovik, dans le district de Pirot et dans la municipalité de Pirot en Serbie.

## Présentation
Le monastère, dédié à saint Onuphre l'Anachorète, également connu sous le nom d'« Onuphre le Grand », se trouve à proximité de la ville de Pirot.
La date de sa construction est inconnue mais il est mentionné pour la première fois en 1576 dans une note manuscrite en marge d'un psautier aujourd'hui conservé à la bibliothèque de Plovdiv. Plusieurs détruit et reconstruit, il pourrait remonter au XIIIe siècle mais a été reconstruit entièrement en 1868. Avant la Seconde Guerre mondiale, un seul moine, Nikola Kitanović, vivait dans le konak du monastère et, après sa mort, les lieux sont restés déserts.
En 2003, avec l'aide de l'État, la reconstruction du monastère a été entreprise, avec l'édification d'un nouveau konak et l'érection d'un nouveau clocher. Le 25 juin 2007, l'évêque de l'éparchie de Niš Irinej (Irénée), qui, par la suite, est devenu Liste des primats de l'Église orthodoxe serbe de l'Église orthodoxe serbe, a reconsacré le monastère permettant ainsi en même temps la restauration officielle de la vie monastique.